# Oituz
Oituz is een Roemeense gemeente in het district Bacău.
Oituz telt 11223 inwoners.